# دانیل پاتریک موینیهان
دانیل پاتریک موینیهان (به انگلیسی: Daniel Patrick Moynihan) سناتور سابق عضو حزب دموکرات ایالات متحده آمریکا بود. وی در سال ۱۹۷۷ تا ۲۰۰۱ میلادی سناتور ایالت نیویورک در سنای ایالات متحده آمریکا بود.
در سال 1969، او پیشنهاد نیکسون را برای خدمت به عنوان دستیار رئیس جمهور برای سیاست داخلی پذیرفت و در اواخر همان سال به سمت مشاور رئیس جمهور ارتقا یافت. او در پایان سال 1970 دولت را ترک کرد و در سال 1973 به عنوان سفیر ایالات متحده در هند منصوب شد. در اواخر همان سال در انتخابات مجلس سنا پیروز شد.
موینیهان از سال 1992 تا 1993 به عنوان رئیس کمیته محیط زیست سنا و از سال 1993 تا 1995 به عنوان رئیس کمیته مالی سنا خدمت کرد. او همچنین رهبری کمیسیون رازداری موینیهان را بر عهده داشت که مقررات اطلاعات طبقه بندی شده را مطالعه می کرد. او به عنوان منتقد شدید سیاست خارجی رئیس جمهور رونالد ریگان ظاهر شد و با طرح مراقبت های بهداشتی رئیس جمهور بیل کلینتون مخالفت کرد. او اغلب از مواضع لیبرال جدا شد، اما با اصلاحات رفاهی در دهه 1990 مخالفت کرد. او همچنین به قانون دفاع از ازدواج، موافقتنامه تجارت آزاد آمریکای شمالی و مجوز کنگره برای جنگ خلیج فارس رای منفی داد. او با جیکوب کی جاویتس به عنوان طولانی‌ترین سناتور از ایالت نیویورک همراه بود تا اینکه در سال ۲۰۲۳ چاک شومر از هر دو پیشی گرفت.

## کتاب ها
فراتر از دیگ ذوب، یک مطالعه تأثیرگذار در مورد قومیت آمریکایی، که او با همکاری ناتان گلیزر (1963) نوشته است.
خانواده سیاه‌پوست: موردی برای اقدام ملی، معروف به گزارش موینیهان (1965)
حداکثر سوء تفاهم امکان پذیر: اقدام جامعه در جنگ علیه فقر (1969) ISBN 0-02-922000-9
جرایم خشونت آمیز (1970) ISBN 0-8076-6053-1
مقابله: مقالاتی درباره عملکرد دولت (1973) ISBN 0-394-48324-3
سیاست یک درآمد تضمین شده: دولت نیکسون و طرح کمک به خانواده (1973) ISBN 0-394-46354-4.
تجارت و جامعه در تغییر (1975) OCLC 1440432
یک مکان خطرناک، نویسنده همکار سوزان گارمنت، (1978) ISBN 0-316-58699-4
بهترین کارتون های تحریریه سال، 1980 (1980) ISBN 1-56554-516-8
Family and Nation: The Godkin Lectures (1986) ISBN 0-15-630140-7
انقلاب آمد (1988)
درباره حقوق ملل (1990) ISBN 0-674-63576-0
Pandaemonium: Ethnicity in International Politics (1994) ISBN 0-19-827946-9
Miles to Go: A Personal History of Social Policy (1996) ISBN 0
-674-57441-9
رازداری: تجربه آمریکایی (1998) ISBN 0-300-08079-4
آینده خانواده (2003) ISBN 0-87154-628-0